# Ignasi Aballí
Ignasi Aballí Sanmartí (Barcelona 1958) es un artista contemporáneo próximo a las prácticas conceptuales que desarrolla su obra a través de formalizaciones, técnicas y materiales diversos (Tipp-ex, luz, polvo, retales de periódico etc.). Estudió Bellas Artes en la Universidad de Barcelona, ciudad en la que vive y trabaja. Ha sido profesor en la Escuela Massana entre los años 1990 y 2007.
Ha expuesto en museos nacionales e internacionales como el MACBA (Barcelona), Reina Sofía (Madrid), Fundació Serralves (Oporto), Ikon Gallery (Birmingham)) y ha colaborado en varias galerías y ferias de arte.

## Obra

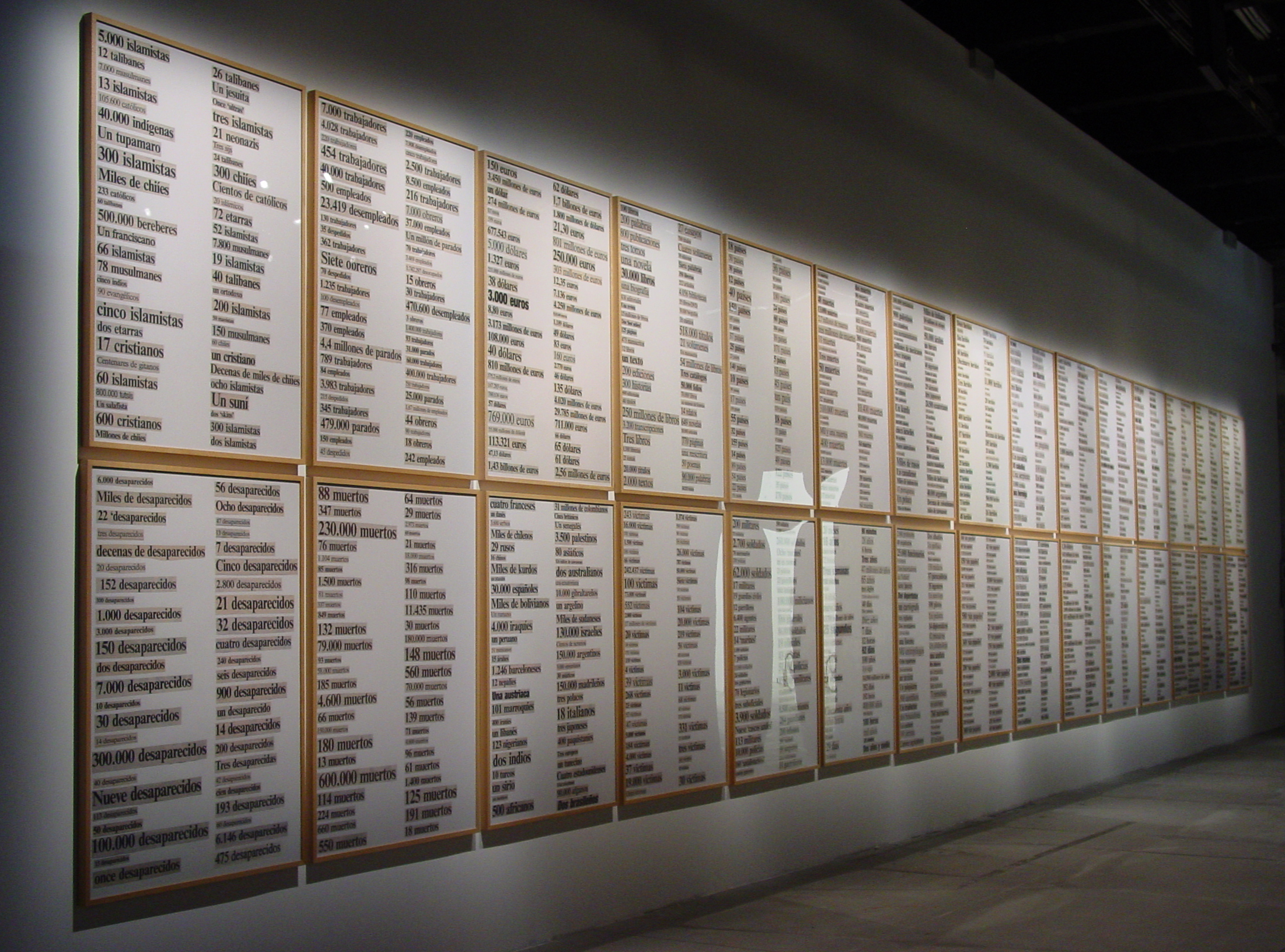
Llistats. 52a Bienal de Venecia

Su obra es una reflexión sobre los límites de lo artístico y su relación con la vida cotidiana, de donde el artista extrae la mayoría de sus materiales. El devenir del tiempo se recoge en las huellas que dejan la luz, el polvo, o incluso los restos de ropa que quedan en el filtro de la secadora, y el filtraje de la memoria se aborda sobre todo desde la información de los periódicos. La cantidad inasumible de información que nos proporcionan los medios de comunicación se presenta en sus obras para su contemplación que, aunque sosegada, no desvirtúa su esencia, la acumulación.
A menudo la obra se articula a partir de conceptos opuestos como azar/control, efímero/permanente, presencia/ausencia. Algunas de las obras están realizadas desde una actitud radical de no intervención, de dejar hacer, de tal forma que el material se transforma sin la acción física del artista: botes de pintura abiertos que se han secado, cartón teñido y transformado por la luz, etc. Se trata de un proceso que, aunque abierto al azar, parte de una metodología muy controlada y de unas condiciones previas que no deben alterarse.
Otra de sus preocupaciones es la de mostrar la presencia de las cosas a partir de su ausencia, como es el caso de una estantería vacía en la que los estantes arqueados por el peso nos hablan de unos libros que no están presentes, de los cuadros que se nos muestran a través de su reflejo en el suelo del museo, o del espejo cubierto de Típp-Ex en el que se alude a la imagen del propio artista que ha ido desapareciendo a medida que éste ejecutaba la obra.
Otras obras están vinculadas al preciso espacio donde se estén exponiendo y son concebidas entonces en relación con la arquitectura de modo de que son creaciones efímeras, durando solamente el tiempo de la exposición; los barnices aplicados directamente en la pared del museo, la pintura arrancada de un espacio para volverla a utilizar en la pared de otro o el rastro de las suelas de los zapatos apoyadas negligentemente en la pared, son algunos ejemplos de ello.

## Exposiciones
Desde 1990 ha realitzado exposiciones individuales tanto en galerías como en instituciones públicas nacionales e internacionales. Destacan las realizada en la galería Howard Yezersky (Boston 1990), Galería Elba Benítez (Madrid 1991, 1994, 1999, 2004, 2009), Galería Pedro Oliveira (Oporto 1997, 2002, 2008), Galería Estrany-de la Mota (Barcelona 1993, 1995, 1998, 2003, 2008), Nouvelle Galerie (Grenoble 2002), Galerie Meessen De Clercq (Brussel·les 2008), Museo de Bellas Artes (Santander 2004), Espacio Uno, Museo Nacional Centro de Arte Reina Sofía, (Madrid 2002), PhotoEspaña (Madrid y Portimao 2008), MACBA (Barcelona 2005), Fudaçao Serralves, (Oporto 2006) IKON Gallery (Birmingham 2006) o ZKM (Karlsruhe 2006), Galería Rosemarie Schwarzwälder/Nächst St. Stephan (Viena, 2009).
Entre las exposiciones colectivas en las que ha participado últimamente destacan las realizadas en la Galerie Meessen-de Clercq (Bruselas 2008), Gagosian Gallery (New York 2007), MARCO (Vigo 2007), Centro Huarte (Navarra 2008), MACBA (Barcelona 2007), Centre National d’Art Contemporain Villa Arson (Nice 2006), Palazzo delle Papese (Siena 2007), Fondation Maeght, (Saint Paul de Vence 2007), Museo Patio Herreriano (Valladolid 2007), Artium ( Vitoria 2004, 2007) o Musac (León 2007) entre otros.
Ha participado en dististas bienales internacionales como la sección general de la 52 Biennale de Venezia (Venecia 2007), la Sharjah Biennial 8 (Emiratos Árabes Unidos 2007), la XI Bienal de Sydney (Sídney 1998) o la Bienal de Cuenca (Ecuador, 2016), donde obtuvo una mención de honor.
Fue el artista elegido para el Pabellón español de la Bienal de Venecia, en la que presentó el proyecto "Corrección". Con sutiles intervenciones en el edificio, Aballí puso de manifesto los supuestos errores que se cometieron en su construcción a lo largo del tiempo. No son tales, sino el resultado de la tensión entre arte y vida, entre las ideas y su ejecución. El resultado es un aparente ejercicio de alteración que cuestiona la esencia misma del arte. El comisariado corrió a cargo de la crítica de arte Bea Espejo.

## Visión del artista
Fragmento de una entrevista del artista con Sergio Rubira:

«Clasificar y ordenar son dos estrategias para intentar comprender la complejidad de la realidad, darle una apariencia más lógica representándola de otra manera. Me interesa el carácter objetivo, la distancia con lo expresivo y lo personal que tienen estos trabajos que, básicamente, se dividen en tres grupos: los Listados, los Inventarios y las Cartas de Colores. En todos ellos intento recoger, lo más exhaustivamente posible, una parte de la realidad, en los Listados a partir del periódico y en los Inventarios buscando la información en diferentes medios como enciclopedias, diccionarios, Internet,… Podría citar también los Calendarios (2003, 2004, 2005, 2006), realizados a partir de coleccionar y ordenar las fotografías aparecidas en la portada del periódico a lo largo de un año. 
Otro aspecto importante de estas obras es la relación entre imagen y texto, cómo éste se puede convertir en imagen y viceversa. Hay una voluntad de enfrentar al espectador a la complejidad de lo cotidiano y a la cantidad y variedad de matices que lo constituyen. Es un ejercicio bastante absurdo y muy obsesivo. Recortar el periódico cada día durante nueve años es una rutina que forzosamente responde a una necesidad que va más allá de la lógica. Pero ésta es una característica común a muchos artistas cuya obra no sería posible sin la obsesión, como, por ejemplo, On Kawara, artista al que me siento próximo, o Bernd & Hilla Becher, entre otros. 
Lo aleatorio está presente sobre todo en la serie de los Listados y en los Calendarios porque su contenido depende exclusivamente de las cifras, cantidades e imágenes que aparecen en el periódico. Las diferentes clasificaciones que establezco son una consecuencia del contenido del periódico, para mí son imágenes sobre diferentes aspectos de la realidad: la muerte, la economía, el tiempo, el trabajo, la geografía, las ideologías, etc. Cuando una palabra (como Muertos o Personas) aparece muchas veces, organizó un listado con ella. Evidentemente yo he tomado varias decisiones en esta serie de trabajos, pero creo que no alteran el carácter básicamente objetivo de los mismos. Los Listados no tienen mucho de autobiográfico.»

## Curiosidades
- Fue el primer artista español en exhibir obras en el Meadows Museum de Dallas.